# Ancla de capa

Una ancla de capa

Un ancla de capa o ancla flotante es un dispositivo atado a un bote en una línea larga sujeto al casco. Un ancla de capa suele usarse para disminuir la velocidad del bote abajo la acción del viento o de una tormenta para proteger el casco del golpe al descender de las olas o para reducir el movimiento de la embarcación.
Un ancla de capa funciona proporcionando resistencia al ser arrastrada a través del agua. Un dispositivo similar es el paracaídas de frenado, que es mucho más grande que un ancla de capa. Ambos dispositivos cuentan con cuerdas de recuperación como ayuda después del despliegue.

## Uso
La mayoría de las anclas de capa  son desplegadas con un desfase de la mitad de la longitud de la ola prevalente, de esta manera mientras el ancla de capa asciende la ola, el bote desciende de la misma. Las cuerdas de Nylon son ampliamente utilizadas para acarrear anclas de capa gracias a la capacidad para absorber el impacto por la carga por estiramiento. Sin embargo, algunos investigadores afirman que usar un material menos elástico acompañado de una cadena pesada ayuda a mantener constante la fuerza durante el despliegue haciendo el ancla más efectiva durante una tormenta.

## En ficción
En Almirante Hornblower en las Indias Del Oeste por C. S. Forester, un ancla es en secreto hecha durante la noche por la tripulación del Hornblower y atada al timón de un barco de esclavos para retrasarlo después de que dejará su puerto seguro la mañana siguiente. Esta maniobra permite al barco de Hornblower superar el barco negrero que de otra manera sería más rápido y poder así liberar a los cautivos. Esta particular ancla de capa está hecha de tela de vela y por una ancla convencional.